# Kreis Plön
Plön (dansk: Pløn) er en kreis i  den tyske delstat Slesvig-Holsten. Den holstenske kreds ligger øst for Kiel. Hovedbyen er Plön. 

## Byer, amter og kommuner
Kreisen havde 128647  indbyggere pr.  2018-12-31

Amtsfrie kommuner og byer
- Ascheberg (2932)
- Bönebüttel (2041)
- Bösdorf (1312)
- Plön, Stadt (8914)
- Preetz, Stadt (15958)
- Schwentinental, Stadt (13723)

Amter med tilhørende kommuner/byer (* = markerer administrationsby)
| - 1. Amt Bokhorst-Wankendorf (8073) 1. Belau (365) 2. Großharrie (494) 3. Rendswühren (767) 4. Ruhwinkel (987) 5. Schillsdorf (872) 6. Stolpe (1293) 7. Tasdorf (tidligere Tungendorf) (347) 8. Wankendorf* (2948) - 2. Amt Großer Plöner See (8016) [Amtssæde: Plön] 1. Bosau (3413) 2. Dersau (888) 3. Dörnick (258) 4. Grebin (954) 5. Kalübbe (574) 6. Lebrade (631) 7. Nehmten (288) 8. Rantzau (345) 9. Rathjensdorf (tidligere Tramm)(501) 10. Wittmoldt (164) | - 3. Amt Lütjenburg (15366) 1. Behrensdorf (Østersøen) (tidligere Waterneverstorf) (619) 2. Blekendorf (1704) 3. Dannau (619) 4. Giekau (1032) 5. Helmstorf (301) 6. Högsdorf (402) 7. Hohenfelde (1030) 8. Hohwacht (Østersøen) (tidligere Neudorf)(844) 9. Kirchnüchel (180) 10. Klamp (655) 11. Kletkamp (86) 12. Lütjenburg*, Stadt (5322) 13. Panker (1426) 14. Schwartbuck (759) 15. Tröndel (387) - 4. Amt Preetz-Land (9240) 1. Barmissen (159) 2. Boksee (454) 3. Bothkamp (264) 4. Großbarkau (232) 5. Honigsee (463) 6. Kirchbarkau (795) 7. Klein Barkau (277) 8. Kühren (606) 9. Lehmkuhlen (1332) 10. Löptin (296) 11. Nettelsee (430) 12. Pohnsdorf (420) 13. Postfeld (433) 14. Rastorf (799) 15. Schellhorn* (1469) 16. Wahlstorf (470) 17. Warnau (341) | - 5. Amt Probstei (21735) 1. Barsbek (566) 2. Bendfeld (209) 3. Brodersdorf (397) 4. Fahren (128) 5. Fiefbergen (547) 6. Höhndorf (432) 7. Köhn (785) 8. Krokau (411) 9. Krummbek (395) 10. Laboe (4976) 11. Lutterbek (356) 12. Passade (330) 13. Prasdorf (445) 14. Probsteierhagen (2098) 15. Schönberg (Holsten)* (6403) 16. Stakendorf (477) 17. Stein (777) 18. Stoltenberg (325) 19. Wendtorf (968) 20. Wisch (710) - 6. Amt Schrevenborn (18985) 1. Heikendorf* (8183) 2. Mönkeberg (4120) 3. Schönkirchen (6682) - 7. Amt Selent/Schlesen (5765) [Amtssæde: Schwentinental] 1. Dobersdorf (1077) 2. Fargau-Pratjau (837) 3. Lammershagen (246) 4. Martensrade (982) 5. Mucheln (567) 6. Schlesen (548) 7. Selent (1508) |